# John Veldman
John Veldman (Paramaribo, 24 febbraio 1968) è un ex calciatore olandese, di ruolo difensore.

## Carriera
Ha disputato una sola partita con la Nazionale olandese e faceva parte della squadra agli Europei del 1996.

## Palmarès

### Club

#### Competizioni nazionali
- Campionato olandese: 3

PSV: 1986-1987, 1987-1988, 1988-1989
- Coppa dei Paesi Bassi: 2

PSV: 1987-1988, 1988-1989

#### Competizioni internazionali
- Coppa dei Campioni: 1

PSV: 1987-1988